# Olympische Sommerspiele 2024/Basketball – 3×3 (Frauen)
Das 3×3-Basketballturnier der Frauen bei den Olympischen Spielen 2024 fand vom 30. Juli bis 5. August auf dem Place de la Concorde statt.

## Qualifikation
| Qualifikationswettbewerb                          | Datum                | Gastgeber  | Plätze | Qualifizierte Teams |
| ------------------------------------------------- | -------------------- | ---------- | ------ | ------------------- |
| Gastgeber                                         | —                    | —          | 1      | Frankreich          |
| FIBA-3×3-Weltrangliste                            | 1. November 2023     | —          | 2      | China               |
| FIBA-3×3-Weltrangliste                            | 1. November 2023     | —          | 2      | Vereinigte Staaten  |
| FIBA Universality Olympic Qualifying Tournament 1 | 12. – 14. April 2024 | Hongkong   | 1      | Aserbaidschan       |
| FIBA Universality Olympic Qualifying Tournament 2 | 3. – 5. Mai 2024     | Utsunomiya | 1      | Australien          |
| FIBA Olympic Qualifying Tournament                | 16. – 19. Mai 2024   | Debrecen   | 3      | Deutschland         |
| FIBA Olympic Qualifying Tournament                | 16. – 19. Mai 2024   | Debrecen   | 3      | Spanien             |
| FIBA Olympic Qualifying Tournament                | 16. – 19. Mai 2024   | Debrecen   | 3      | Kanada              |
| Gesamt                                            | Gesamt               | Gesamt     | 8      | 8                   |

## Kader
| Mannschaft         | Athletinnen        | Athletinnen           | Athletinnen       | Athletinnen      |
| ------------------ | ------------------ | --------------------- | ----------------- | ---------------- |
| Aserbaidschan      | Marcedes Walker    | Alexandra Mollenhauer | Dina Ulyanova     | Tiffany Hayes    |
| Australien         | Anneli Maley       | Lauren Mansfield      | Marena Whittle    | Alex Wilson      |
| China              | Chen Mingling      | Wang Ji Yuan          | Wang Lili         | Zhang Zhiting    |
| Deutschland        | Svenja Brunckhorst | Sonja Greinacher      | Elisa Mevius      | Marie Reichert   |
| Frankreich         | Myriam Djekoundade | Laëtitia Guapo        | Hortense Limouzin | Marie-Ève Paget  |
| Kanada             | Kacie Bosch        | Paige Crozon          | Katherine Plouffe | Michelle Plouffe |
| Spanien            | Sandra Ygueravide  | Vega Gimeno           | Juana Camilión    | Gracia Alonso    |
| Vereinigte Staaten | Cierra Burdick     | Dearica Hamby         | Rhyne Howard      | Hailey Van Lith  |

## Ergebnisse

### Vorrunde
| Platz | Team               | Spiele | Siege | Ndlg. | Körbe   | Diff. | Qualifikation für |
| ----- | ------------------ | ------ | ----- | ----- | ------- | ----- | ----------------- |
| 1.    | Deutschland        | 7      | 6     | 1     | 117:100 | +17   | Halbfinale        |
| 2.    | Spanien            | 7      | 4     | 3     | 114:114 | 0     | Halbfinale        |
| 3.    | Vereinigte Staaten | 7      | 4     | 3     | 108:107 | +1    | Play-in           |
| 4.    | Kanada             | 7      | 4     | 3     | 128:111 | +17   | Play-in           |
| 5.    | Australien         | 7      | 4     | 3     | 127:119 | +8    | Play-in           |
| 6.    | China              | 7      | 2     | 5     | 107:125 | −18   | Play-in           |
| 7.    | Aserbaidschan      | 7      | 2     | 5     | 106:123 | −17   |                   |
| 8.    | Frankreich         | 7      | 2     | 5     | 99:105  | −6    |                   |

| 30. Juli 2024 17:30 Uhr |                    | Vereinigte Staaten | 13 – 17                        | Deutschland | Place de la Concorde Schiedsrichter: Markos Michaelides (SUI), Kim Ga-in (KOR) |
| 30. Juli 2024 17:30 Uhr |                    |                    |                                |             | Place de la Concorde Schiedsrichter: Markos Michaelides (SUI), Kim Ga-in (KOR) |
| 30. Juli 2024 17:30 Uhr | Punkte: Van Lith 6 |                    | Punkte: Reichert, Greinacher 5 |             | Place de la Concorde Schiedsrichter: Markos Michaelides (SUI), Kim Ga-in (KOR) |
| 30. Juli 2024 17:30 Uhr |                    |                    |                                |             | Place de la Concorde Schiedsrichter: Markos Michaelides (SUI), Kim Ga-in (KOR) |

| 30. Juli 2024 18:00 Uhr |                  | Australien | 14 – 22               | Kanada | Place de la Concorde Schiedsrichter: Najib Chajiddine (FRA), Shi Qirong (CHN) |
| 30. Juli 2024 18:00 Uhr |                  |            |                       |        | Place de la Concorde Schiedsrichter: Najib Chajiddine (FRA), Shi Qirong (CHN) |
| 30. Juli 2024 18:00 Uhr | Punkte: Wilson 6 |            | Punkte: K. Plouffe 10 |        | Place de la Concorde Schiedsrichter: Najib Chajiddine (FRA), Shi Qirong (CHN) |
| 30. Juli 2024 18:00 Uhr |                  |            |                       |        | Place de la Concorde Schiedsrichter: Najib Chajiddine (FRA), Shi Qirong (CHN) |

| 30. Juli 2024 21:00 Uhr |                  | Aserbaidschan | 16 – 18                  | Spanien | Place de la Concorde Schiedsrichter: Edmond Ho (HKG), Dorothy Okatch (BOT) |
| 30. Juli 2024 21:00 Uhr |                  |               |                          |         | Place de la Concorde Schiedsrichter: Edmond Ho (HKG), Dorothy Okatch (BOT) |
| 30. Juli 2024 21:00 Uhr | Punkte: Hayes 10 |               | Punkte: Alonso, Gimeno 5 |         | Place de la Concorde Schiedsrichter: Edmond Ho (HKG), Dorothy Okatch (BOT) |
| 30. Juli 2024 21:00 Uhr |                  |               |                          |         | Place de la Concorde Schiedsrichter: Edmond Ho (HKG), Dorothy Okatch (BOT) |

| 30. Juli 2024 21:30 Uhr |                    | Frankreich | 19 – 21         | China | Place de la Concorde Schiedsrichter: Deanna Jackson (USA), Brigitta Csabai-Kaskötő (HUN) |
| 30. Juli 2024 21:30 Uhr |                    |            |                 |       | Place de la Concorde Schiedsrichter: Deanna Jackson (USA), Brigitta Csabai-Kaskötő (HUN) |
| 30. Juli 2024 21:30 Uhr | Punkte: Limouzin 6 |            | Punkte: Chen 10 |       | Place de la Concorde Schiedsrichter: Deanna Jackson (USA), Brigitta Csabai-Kaskötő (HUN) |
| 30. Juli 2024 21:30 Uhr |                    |            |                 |       | Place de la Concorde Schiedsrichter: Deanna Jackson (USA), Brigitta Csabai-Kaskötő (HUN) |

| 31. Juli 2024 17:30 Uhr |                   | Australien | 21 – 19              | Deutschland | Place de la Concorde Schiedsrichter: Marek Maliszewski (POL), Dorothy Okatch (BOT) |
| 31. Juli 2024 17:30 Uhr |                   |            |                      |             | Place de la Concorde Schiedsrichter: Marek Maliszewski (POL), Dorothy Okatch (BOT) |
| 31. Juli 2024 17:30 Uhr | Punkte: Whittle 9 |            | Punkte: Greinacher 9 |             | Place de la Concorde Schiedsrichter: Marek Maliszewski (POL), Dorothy Okatch (BOT) |
| 31. Juli 2024 17:30 Uhr |                   |            |                      |             | Place de la Concorde Schiedsrichter: Marek Maliszewski (POL), Dorothy Okatch (BOT) |

| 31. Juli 2024 18:00 Uhr |                              | Kanada | 21 – 11        | China | Place de la Concorde Schiedsrichter: Deanna Jackson (USA), Najib Chajiddine (FRA) |
| 31. Juli 2024 18:00 Uhr |                              |        |                |       | Place de la Concorde Schiedsrichter: Deanna Jackson (USA), Najib Chajiddine (FRA) |
| 31. Juli 2024 18:00 Uhr | Punkte: M. Plouffe, Crozon 7 |        | Punkte: Chen 5 |       | Place de la Concorde Schiedsrichter: Deanna Jackson (USA), Najib Chajiddine (FRA) |
| 31. Juli 2024 18:00 Uhr |                              |        |                |       | Place de la Concorde Schiedsrichter: Deanna Jackson (USA), Najib Chajiddine (FRA) |

| 31. Juli 2024 21:00 Uhr |                      | Spanien | 17 – 12                     | Frankreich | Place de la Concorde Schiedsrichter: Shi Qirong (CHN), Kim Ga-in (KOR) |
| 31. Juli 2024 21:00 Uhr |                      |         |                             |            | Place de la Concorde Schiedsrichter: Shi Qirong (CHN), Kim Ga-in (KOR) |
| 31. Juli 2024 21:00 Uhr | Punkte: Ygueravide 9 |         | Punkte: 4 Spielerinnen je 3 |            | Place de la Concorde Schiedsrichter: Shi Qirong (CHN), Kim Ga-in (KOR) |
| 31. Juli 2024 21:00 Uhr |                      |         |                             |            | Place de la Concorde Schiedsrichter: Shi Qirong (CHN), Kim Ga-in (KOR) |

| 31. Juli 2024 21:30 Uhr |                 | Vereinigte Staaten | 17 – 20          | Aserbaidschan | Place de la Concorde Schiedsrichter: Jasmina Juras (SRB), Kim Ga-in (KOR) |
| 31. Juli 2024 21:30 Uhr |                 |                    |                  |               | Place de la Concorde Schiedsrichter: Jasmina Juras (SRB), Kim Ga-in (KOR) |
| 31. Juli 2024 21:30 Uhr | Punkte: Hamby 7 |                    | Punkte: Hayes 11 |               | Place de la Concorde Schiedsrichter: Jasmina Juras (SRB), Kim Ga-in (KOR) |
| 31. Juli 2024 21:30 Uhr |                 |                    |                  |               | Place de la Concorde Schiedsrichter: Jasmina Juras (SRB), Kim Ga-in (KOR) |

| 1. August 2024 9:00 Uhr |               | China | 15 – 21           | Australien | Place de la Concorde Schiedsrichter: Deanna Jackson (USA), Brigitta Csabai-Kaskötő (HUN) |
| 1. August 2024 9:00 Uhr |               |       |                   |            | Place de la Concorde Schiedsrichter: Deanna Jackson (USA), Brigitta Csabai-Kaskötő (HUN) |
| 1. August 2024 9:00 Uhr | Punkte: Wan 5 |       | Punkte: Wilson 11 |            | Place de la Concorde Schiedsrichter: Deanna Jackson (USA), Brigitta Csabai-Kaskötő (HUN) |
| 1. August 2024 9:00 Uhr |               |       |                   |            | Place de la Concorde Schiedsrichter: Deanna Jackson (USA), Brigitta Csabai-Kaskötő (HUN) |

| 1. August 2024 9:30 Uhr |                      | Deutschland | 19 – 15                          | Kanada | Place de la Concorde Schiedsrichter: Jasmina Juras (SRB), Dorothy Okatch (BOT) |
| 1. August 2024 9:30 Uhr |                      |             |                                  |        | Place de la Concorde Schiedsrichter: Jasmina Juras (SRB), Dorothy Okatch (BOT) |
| 1. August 2024 9:30 Uhr | Punkte: Greinacher 8 |             | Punkte: M. Plouffe, K. Plouffe 5 |        | Place de la Concorde Schiedsrichter: Jasmina Juras (SRB), Dorothy Okatch (BOT) |
| 1. August 2024 9:30 Uhr |                      |             |                                  |        | Place de la Concorde Schiedsrichter: Jasmina Juras (SRB), Dorothy Okatch (BOT) |

| 1. August 2024 12:30 Uhr |                 | Aserbaidschan | 10 – 15            | Frankreich | Place de la Concorde Schiedsrichter: Dorothy Okatch (BOT), Markos Michaelides (SUI) |
| 1. August 2024 12:30 Uhr |                 |               |                    |            | Place de la Concorde Schiedsrichter: Dorothy Okatch (BOT), Markos Michaelides (SUI) |
| 1. August 2024 12:30 Uhr | Punkte: Hayes 5 |               | Punkte: Limouzin 5 |            | Place de la Concorde Schiedsrichter: Dorothy Okatch (BOT), Markos Michaelides (SUI) |
| 1. August 2024 12:30 Uhr |                 |               |                    |            | Place de la Concorde Schiedsrichter: Dorothy Okatch (BOT), Markos Michaelides (SUI) |

| 1. August 2024 13:00 Uhr |                  | Vereinigte Staaten | 15 – 17          | Australien | Place de la Concorde Schiedsrichter: Brigitta Csabai-Kaskötő (HUN), Jasmina Juras (SRB) |
| 1. August 2024 13:00 Uhr |                  |                    |                  |            | Place de la Concorde Schiedsrichter: Brigitta Csabai-Kaskötő (HUN), Jasmina Juras (SRB) |
| 1. August 2024 13:00 Uhr | Punkte: Howard 8 |                    | Punkte: Wilson 8 |            | Place de la Concorde Schiedsrichter: Brigitta Csabai-Kaskötő (HUN), Jasmina Juras (SRB) |
| 1. August 2024 13:00 Uhr |                  |                    |                  |            | Place de la Concorde Schiedsrichter: Brigitta Csabai-Kaskötő (HUN), Jasmina Juras (SRB) |

| 1. August 2024 18:00 Uhr |                   | China | 14 – 11            | Spanien | Place de la Concorde Schiedsrichter: Vlad Ghizdăreanu (ROU), Marek Maliszewski (POL) |
| 1. August 2024 18:00 Uhr |                   |       |                    |         | Place de la Concorde Schiedsrichter: Vlad Ghizdăreanu (ROU), Marek Maliszewski (POL) |
| 1. August 2024 18:00 Uhr | Punkte: Wang L. 5 |       | Punkte: Camilion 7 |         | Place de la Concorde Schiedsrichter: Vlad Ghizdăreanu (ROU), Marek Maliszewski (POL) |
| 1. August 2024 18:00 Uhr |                   |       |                    |         | Place de la Concorde Schiedsrichter: Vlad Ghizdăreanu (ROU), Marek Maliszewski (POL) |

| 1. August 2024 18:30 Uhr |                                 | Deutschland | 12 – 8                | Aserbaidschan | Place de la Concorde Schiedsrichter: Kim Ga-in (KOR), Edmond Ho (HKG) |
| 1. August 2024 18:30 Uhr |                                 |             |                       |               | Place de la Concorde Schiedsrichter: Kim Ga-in (KOR), Edmond Ho (HKG) |
| 1. August 2024 18:30 Uhr | Punkte: Brunckhorst, Reichert 4 |             | Punkte: Mollenhauer 4 |               | Place de la Concorde Schiedsrichter: Kim Ga-in (KOR), Edmond Ho (HKG) |
| 1. August 2024 18:30 Uhr |                                 |             |                       |               | Place de la Concorde Schiedsrichter: Kim Ga-in (KOR), Edmond Ho (HKG) |

| 1. August 2024 21:30 Uhr |                            | Vereinigte Staaten | 17 – 11          | Spanien | Place de la Concorde Schiedsrichter: Shi Qirong (CHN), Marek Maliszewski (POL) |
| 1. August 2024 21:30 Uhr |                            |                    |                  |         | Place de la Concorde Schiedsrichter: Shi Qirong (CHN), Marek Maliszewski (POL) |
| 1. August 2024 21:30 Uhr | Punkte: Howard, Van Lith 5 |                    | Punkte: Gimeno 5 |         | Place de la Concorde Schiedsrichter: Shi Qirong (CHN), Marek Maliszewski (POL) |
| 1. August 2024 21:30 Uhr |                            |                    |                  |         | Place de la Concorde Schiedsrichter: Shi Qirong (CHN), Marek Maliszewski (POL) |

| 1. August 2024 22:00 Uhr |                              | Kanada | 13 – 9             | Frankreich | Place de la Concorde Schiedsrichter: Kim Ga-in (KOR), Shi Qirong (CHN) |
| 1. August 2024 22:00 Uhr |                              |        |                    |            | Place de la Concorde Schiedsrichter: Kim Ga-in (KOR), Shi Qirong (CHN) |
| 1. August 2024 22:00 Uhr | Punkte: K. Plouffe, Crozon 4 |        | Punkte: Limouzin 4 |            | Place de la Concorde Schiedsrichter: Kim Ga-in (KOR), Shi Qirong (CHN) |
| 1. August 2024 22:00 Uhr |                              |        |                    |            | Place de la Concorde Schiedsrichter: Kim Ga-in (KOR), Shi Qirong (CHN) |

| 2. August 2024 9:00 Uhr |                    | Deutschland | 18 – 15        | China | Place de la Concorde Schiedsrichter: Dorothy Okatch (BOT), Marek Maliszewski (POL) |
| 2. August 2024 9:00 Uhr |                    |             |                |       | Place de la Concorde Schiedsrichter: Dorothy Okatch (BOT), Marek Maliszewski (POL) |
| 2. August 2024 9:00 Uhr | Punkte: Reichert 7 |             | Punkte: Chen 6 |       | Place de la Concorde Schiedsrichter: Dorothy Okatch (BOT), Marek Maliszewski (POL) |
| 2. August 2024 9:00 Uhr |                    |             |                |       | Place de la Concorde Schiedsrichter: Dorothy Okatch (BOT), Marek Maliszewski (POL) |

| 2. August 2024 9:30 Uhr |                   | Australien | 21 – 12         | Aserbaidschan | Place de la Concorde Schiedsrichter: Deanna Jackson (USA), Dorothy Okatch (BOT) |
| 2. August 2024 9:30 Uhr |                   |            |                 |               | Place de la Concorde Schiedsrichter: Deanna Jackson (USA), Dorothy Okatch (BOT) |
| 2. August 2024 9:30 Uhr | Punkte: Whittle 8 |            | Punkte: Hayes 6 |               | Place de la Concorde Schiedsrichter: Deanna Jackson (USA), Dorothy Okatch (BOT) |
| 2. August 2024 9:30 Uhr |                   |            |                 |               | Place de la Concorde Schiedsrichter: Deanna Jackson (USA), Dorothy Okatch (BOT) |

| 2. August 2024 12:30 Uhr |                   | Australien | 17 – 21                      | Spanien | Place de la Concorde Schiedsrichter: Marek Maliszewski (POL), Deanna Jackson (USA) |
| 2. August 2024 12:30 Uhr |                   |            |                              |         | Place de la Concorde Schiedsrichter: Marek Maliszewski (POL), Deanna Jackson (USA) |
| 2. August 2024 12:30 Uhr | Punkte: Whittle 7 |            | Punkte: Gimeno, Ygueravide 9 |         | Place de la Concorde Schiedsrichter: Marek Maliszewski (POL), Deanna Jackson (USA) |
| 2. August 2024 12:30 Uhr |                   |            |                              |         | Place de la Concorde Schiedsrichter: Marek Maliszewski (POL), Deanna Jackson (USA) |

| 2. August 2024 13:00 Uhr |                 | Frankreich | 13 – 14                            | Vereinigte Staaten | Place de la Concorde Schiedsrichter: Brigitta Csabai-Kaskötő (HUN), Marek Maliszewski (POL) |
| 2. August 2024 13:00 Uhr |                 |            |                                    |                    | Place de la Concorde Schiedsrichter: Brigitta Csabai-Kaskötő (HUN), Marek Maliszewski (POL) |
| 2. August 2024 13:00 Uhr | Punkte: Guapo 5 |            | Punkte: Van Lith, Burdick, Hamby 4 |                    | Place de la Concorde Schiedsrichter: Brigitta Csabai-Kaskötő (HUN), Marek Maliszewski (POL) |
| 2. August 2024 13:00 Uhr |                 |            |                                    |                    | Place de la Concorde Schiedsrichter: Brigitta Csabai-Kaskötő (HUN), Marek Maliszewski (POL) |

| 2. August 2024 17:30 Uhr |                  | Aserbaidschan | 21 – 19        | China | Place de la Concorde Schiedsrichter: Markos Michaelides (SUI), Kim Ga-in (KOR) |
| 2. August 2024 17:30 Uhr |                  |               |                |       | Place de la Concorde Schiedsrichter: Markos Michaelides (SUI), Kim Ga-in (KOR) |
| 2. August 2024 17:30 Uhr | Punkte: Hayes 11 |               | Punkte: Chen 8 |       | Place de la Concorde Schiedsrichter: Markos Michaelides (SUI), Kim Ga-in (KOR) |
| 2. August 2024 17:30 Uhr |                  |               |                |       | Place de la Concorde Schiedsrichter: Markos Michaelides (SUI), Kim Ga-in (KOR) |

| 2. August 2024 18:00 Uhr |                       | Kanada | 17 – 18          | Vereinigte Staaten | Place de la Concorde Schiedsrichter: Kim Ga-in (KOR), Najib Chajiddine (FRA) |
| 2. August 2024 18:00 Uhr |                       |        |                  |                    | Place de la Concorde Schiedsrichter: Kim Ga-in (KOR), Najib Chajiddine (FRA) |
| 2. August 2024 18:00 Uhr | Punkte: K. Plouffe 10 |        | Punkte: Howard 7 |                    | Place de la Concorde Schiedsrichter: Kim Ga-in (KOR), Najib Chajiddine (FRA) |
| 2. August 2024 18:00 Uhr |                       |        |                  |                    | Place de la Concorde Schiedsrichter: Kim Ga-in (KOR), Najib Chajiddine (FRA) |

| 2. August 2024 21:00 Uhr |                       | Spanien | 22 – 20               | Kanada | Place de la Concorde Schiedsrichter: Shi Qirong (CHN), Markos Michaelides (SUI) |
| 2. August 2024 21:00 Uhr |                       |         |                       |        | Place de la Concorde Schiedsrichter: Shi Qirong (CHN), Markos Michaelides (SUI) |
| 2. August 2024 21:00 Uhr | Punkte: Ygueravide 10 |         | Punkte: M. Plouffe 11 |        | Place de la Concorde Schiedsrichter: Shi Qirong (CHN), Markos Michaelides (SUI) |
| 2. August 2024 21:00 Uhr |                       |         |                       |        | Place de la Concorde Schiedsrichter: Shi Qirong (CHN), Markos Michaelides (SUI) |

| 2. August 2024 21:30 Uhr |                      | Deutschland | 14 – 13         | Frankreich | Place de la Concorde Schiedsrichter: Shi Qirong (CHN), Vlad Ghizdăreanu (ROU) |
| 2. August 2024 21:30 Uhr |                      |             |                 |            | Place de la Concorde Schiedsrichter: Shi Qirong (CHN), Vlad Ghizdăreanu (ROU) |
| 2. August 2024 21:30 Uhr | Punkte: Greinacher 7 |             | Punkte: Guapo 4 |            | Place de la Concorde Schiedsrichter: Shi Qirong (CHN), Vlad Ghizdăreanu (ROU) |
| 2. August 2024 21:30 Uhr |                      |             |                 |            | Place de la Concorde Schiedsrichter: Shi Qirong (CHN), Vlad Ghizdăreanu (ROU) |

| 3. August 2024 17:30 Uhr |                      | Kanada | 21 – 19         | Aserbaidschan | Place de la Concorde Schiedsrichter: Dorothy Okatch (BOT), Edmond Ho (HKG) |
| 3. August 2024 17:30 Uhr |                      |        |                 |               | Place de la Concorde Schiedsrichter: Dorothy Okatch (BOT), Edmond Ho (HKG) |
| 3. August 2024 17:30 Uhr | Punkte: M. Plouffe 8 |        | Punkte: Hayes 9 |               | Place de la Concorde Schiedsrichter: Dorothy Okatch (BOT), Edmond Ho (HKG) |
| 3. August 2024 17:30 Uhr |                      |        |                 |               | Place de la Concorde Schiedsrichter: Dorothy Okatch (BOT), Edmond Ho (HKG) |

| 3. August 2024 18:00 Uhr |                  | Spanien | 15 – 18                        | Deutschland | Place de la Concorde Schiedsrichter: Najib Chajiddine (FRA), Shi Qirong (CHN) |
| 3. August 2024 18:00 Uhr |                  |         |                                |             | Place de la Concorde Schiedsrichter: Najib Chajiddine (FRA), Shi Qirong (CHN) |
| 3. August 2024 18:00 Uhr | Punkte: Alonso 5 |         | Punkte: Reichert, Greinacher 5 |             | Place de la Concorde Schiedsrichter: Najib Chajiddine (FRA), Shi Qirong (CHN) |
| 3. August 2024 18:00 Uhr |                  |         |                                |             | Place de la Concorde Schiedsrichter: Najib Chajiddine (FRA), Shi Qirong (CHN) |

| 3. August 2024 18:35 Uhr |                 | Frankreich | 18 – 16           | Australien | Place de la Concorde Schiedsrichter: Marek Maliszewski (POL), Kim Ga-in (KOR) |
| 3. August 2024 18:35 Uhr |                 |            |                   |            | Place de la Concorde Schiedsrichter: Marek Maliszewski (POL), Kim Ga-in (KOR) |
| 3. August 2024 18:35 Uhr | Punkte: Guapo 7 |            | Punkte: Whittle 8 |            | Place de la Concorde Schiedsrichter: Marek Maliszewski (POL), Kim Ga-in (KOR) |
| 3. August 2024 18:35 Uhr |                 |            |                   |            | Place de la Concorde Schiedsrichter: Marek Maliszewski (POL), Kim Ga-in (KOR) |

| 3. August 2024 19:05 Uhr |                      | China | 12 – 14            | Vereinigte Staaten | Place de la Concorde Schiedsrichter: Markos Michaelides (SUI), Vlad Ghizdăreanu (ROU) |
| 3. August 2024 19:05 Uhr |                      |       |                    |                    | Place de la Concorde Schiedsrichter: Markos Michaelides (SUI), Vlad Ghizdăreanu (ROU) |
| 3. August 2024 19:05 Uhr | Punkte: Zhang, Wan 4 |       | Punkte: Van Lith 6 |                    | Place de la Concorde Schiedsrichter: Markos Michaelides (SUI), Vlad Ghizdăreanu (ROU) |
| 3. August 2024 19:05 Uhr |                      |       |                    |                    | Place de la Concorde Schiedsrichter: Markos Michaelides (SUI), Vlad Ghizdăreanu (ROU) |

### Finalrunde
|  | Play-in            | Play-in |             |                    | Halbfinale | Halbfinale      |                 |             | Finale             | Finale |  |  |
|  |                    |         |             |                    |            |                 |                 |             |                    |        |  |  |
|  | Kanada             | 21      |             |                    |            |                 |                 |             |                    |        |  |  |
|  | Australien         | 10      |             |                    |            |                 |                 |             |                    |        |  |  |
|  | Australien         | 10      |             | Kanada             | 15         |                 |                 |             |                    |        |  |  |
|  |                    |         |             | Kanada             | 15         |                 |                 |             |                    |        |  |  |
|  |                    |         | Deutschland | 16                 |            |                 |                 |             |                    |        |  |  |
|  |                    |         | Deutschland | 16                 |            |                 |                 |             |                    |        |  |  |
|  |                    |         |             |                    |            |                 |                 |             |                    |        |  |  |
|  |                    |         |             |                    |            |                 |                 |             |                    |        |  |  |
|  |                    |         |             |                    |            |                 |                 | Deutschland | 17                 |        |  |  |
|  |                    | Spanien | 16          |                    |            |                 |                 |             |                    |        |  |  |
|  | Vereinigte Staaten | 21      |             |                    |            |                 |                 |             |                    |        |  |  |
|  | China              | 13      |             |                    |            |                 |                 |             |                    |        |  |  |
|  | China              | 13      |             | Vereinigte Staaten | 16         | Spiel um Bronze | Spiel um Bronze |             |                    |        |  |  |
|  |                    |         |             | Vereinigte Staaten | 16         | Spiel um Bronze | Spiel um Bronze |             |                    |        |  |  |
|  |                    |         | Spanien     | 18OT               |            |                 |                 |             |                    |        |  |  |
|  |                    |         | Spanien     | 18OT               | Kanada     | 13              |                 |             |                    |        |  |  |
|  |                    |         |             |                    | Kanada     | 13              |                 |             |                    |        |  |  |
|  |                    |         |             |                    |            |                 |                 |             | Vereinigte Staaten | 16     |  |  |

#### Play-in
| 3. August 2024 21:30 Uhr |                 | Kanada | 21 – 10         | Australien | Place de la Concorde Schiedsrichter: Najib Chajiddine (FRA), Deanna Jackson (USA) |
| 3. August 2024 21:30 Uhr |                 |        |                 |            | Place de la Concorde Schiedsrichter: Najib Chajiddine (FRA), Deanna Jackson (USA) |
| 3. August 2024 21:30 Uhr | Punkte: Bosch 9 |        | Punkte: Maley 5 |            | Place de la Concorde Schiedsrichter: Najib Chajiddine (FRA), Deanna Jackson (USA) |
| 3. August 2024 21:30 Uhr |                 |        |                 |            | Place de la Concorde Schiedsrichter: Najib Chajiddine (FRA), Deanna Jackson (USA) |

| 3. August 2024 22:05 Uhr |                 | Vereinigte Staaten | 21 – 13             | China | Place de la Concorde Schiedsrichter: Markos Michaelides (SUI), Kim Ga-in (KOR) |
| 3. August 2024 22:05 Uhr |                 |                    |                     |       | Place de la Concorde Schiedsrichter: Markos Michaelides (SUI), Kim Ga-in (KOR) |
| 3. August 2024 22:05 Uhr | Punkte: Hamby 9 |                    | Punkte: Chen, Wan 4 |       | Place de la Concorde Schiedsrichter: Markos Michaelides (SUI), Kim Ga-in (KOR) |
| 3. August 2024 22:05 Uhr |                 |                    |                     |       | Place de la Concorde Schiedsrichter: Markos Michaelides (SUI), Kim Ga-in (KOR) |

#### Halbfinale
| 5. August 2024 17:30 Uhr |                      | Spanien | 18 (OT) – 16       | Vereinigte Staaten | Place de la Concorde Schiedsrichter: Shi Qirong (CHN), Marek Maliszewski (POL) |
| 5. August 2024 17:30 Uhr |                      |         |                    |                    | Place de la Concorde Schiedsrichter: Shi Qirong (CHN), Marek Maliszewski (POL) |
| 5. August 2024 17:30 Uhr | Punkte: Ygueravide 9 |         | Punkte: Van Lith 8 |                    | Place de la Concorde Schiedsrichter: Shi Qirong (CHN), Marek Maliszewski (POL) |
| 5. August 2024 17:30 Uhr |                      |         |                    |                    | Place de la Concorde Schiedsrichter: Shi Qirong (CHN), Marek Maliszewski (POL) |

| 5. August 2024 18:30 Uhr |                       | Deutschland | 16 – 15                      | Kanada | Place de la Concorde Schiedsrichter: Jasmina Juras (SRB), Najib Chajiddine (FRA) |
| 5. August 2024 18:30 Uhr |                       |             |                              |        | Place de la Concorde Schiedsrichter: Jasmina Juras (SRB), Najib Chajiddine (FRA) |
| 5. August 2024 18:30 Uhr | Punkte: Greinacher 11 |             | Punkte: 3 Spielerinnen mit 4 |        | Place de la Concorde Schiedsrichter: Jasmina Juras (SRB), Najib Chajiddine (FRA) |
| 5. August 2024 18:30 Uhr |                       |             |                              |        | Place de la Concorde Schiedsrichter: Jasmina Juras (SRB), Najib Chajiddine (FRA) |

#### Spiel um Bronze
| 5. August 2024 21:00 Uhr |                    | Vereinigte Staaten | 16 – 13              | Kanada | Place de la Concorde Schiedsrichter: Najib Chajiddine (FRA), Shi Qirong (CHN) |
| 5. August 2024 21:00 Uhr |                    |                    |                      |        | Place de la Concorde Schiedsrichter: Najib Chajiddine (FRA), Shi Qirong (CHN) |
| 5. August 2024 21:00 Uhr | Punkte: Van Lith 6 |                    | Punkte: K. Plouffe 5 |        | Place de la Concorde Schiedsrichter: Najib Chajiddine (FRA), Shi Qirong (CHN) |
| 5. August 2024 21:00 Uhr |                    |                    |                      |        | Place de la Concorde Schiedsrichter: Najib Chajiddine (FRA), Shi Qirong (CHN) |

#### Finale
| 5. August 2024 22:00 Uhr |                    | Spanien | 16 – 17              | Deutschland | Place de la Concorde Schiedsrichter: Edmond Ho (HKG), Brigitta Csabai-Kaskötő (HUN) |
| 5. August 2024 22:00 Uhr |                    |         |                      |             | Place de la Concorde Schiedsrichter: Edmond Ho (HKG), Brigitta Csabai-Kaskötő (HUN) |
| 5. August 2024 22:00 Uhr | Punkte: Camilión 6 |         | Punkte: Greinacher 5 |             | Place de la Concorde Schiedsrichter: Edmond Ho (HKG), Brigitta Csabai-Kaskötő (HUN) |
| 5. August 2024 22:00 Uhr |                    |         |                      |             | Place de la Concorde Schiedsrichter: Edmond Ho (HKG), Brigitta Csabai-Kaskötő (HUN) |